# 50 Hertz
50 Hertz var en löst sammansatt svensk musikgrupp som framför allt var aktiv under 2000-talets första decennium. Musikstilen var experimentell och har beskrivits som skepp-och-hoj-punk, buskisindie, ploj-elektronika eller korvjazz.

## Historik
50 Hertz grundades som ett projekt för experimentell musik under 2002, i samband med inspelningen av gruppens tre första låtar: Gäddan, Finn takten och Slagtofta. Vid grundandet bestod gruppen av Frej Larsson, Björn Anders Nilsson och Joakim Nybom, som alla tre även var medlemmar i Slagsmålsklubben. 
Musikstilen låter sig inte med lätthet kategoriseras, men har beskrivits som skepp-och-hoj-punk, buskisindie, ploj-elektronika eller korvjazz. Gruppen gav ut sin musik på Djur and Mir Recordings, samma skivbolag som bland annat Slagsmålsklubben använde.
Gruppen var aldrig tänkt att bli särskilt långlivad. Trots det fick de 2004 flera spelningar, däribland på Emmabodafestivalen och Hultsfredsfestivalen. Året därpå, 2005, spelade de på Popaganda i Stockholm och Fest i valen i Norrköping.
Under 2005 uppmärksammades gruppen för att tillsammans med Slagsmålsklubben och Häxor och porr har spelat in en cover på Björks låt Army of Me. Låten gavs ut med andra covers av samma låt på albumet Army of Me: Remixes and Covers det året.
Vid Emmabodafestivalen 2013 återförenades gruppen tillfälligt för en spelning. Det var då sex år efter gruppens senast spelade tillsammans.

## Gruppens sammansättning
Musikgruppen 50 Hertz har inte haft någon fast struktur där det varit tydligt vem som varit medlem i gruppen vid en given tidpunkt. Gruppen har i stället varit löst sammansatt av olika personer, som inte sällan även varit medlemmar i bland annat Slagsmålsklubben, Maskinen och Häxor och porr. Gruppen själv har menat att den som medverkat i någon låt eller spelning kan anses ha varit medlem i 50 Hertz. Det gör att gruppen har varierat i storlek över tid, och i perioder bestått av mer än 10 personer åt gången.

### Medlemmar (i urval)[1]
- Unni Håkansson
- Frej Larsson
- Björn Anders Nilsson
- Kim Nilsson
- Joakim Nybom
- Joni Mälkki
- Hannes Stenström
- Mikael Stenström

## Diskografi
Diskografi i urval.

### Album
- 2003 – Chaos by the Ultra Fish
- 2003 – The Secret Wolf
- 2004 – Lille Tangos tjocke album
- 2004 – Bestul min sommarkneg
- 2005 – Gemenskap och mänsklig värdighet: Fuck You
- 2005 – Hemligheten är att lägga beslag på rubbet
- 2006 – Förväntningarnas afton